# 조앤 앨런
조앤 앨런(Joan Allen, 1956년 8월 20일 ~ )은 미국의 배우이다.

## 출연 작품

### 영화
- 본 슈프리머시
- 본 얼티메이텀
- 본 레거시
- 미스언더스탠드
- 페이스 오프
- 노트북 - 앤 해밀턴 역
- 크루서블
- 플레전트빌

### 드라마
- 더 패밀리 - 클레어 워렌 역